# Cordes und Graefe
Die Cordes & Graefe KG mit Sitz in Bremen ist die Holding der GC-Gruppe, einer Unternehmensgruppe, die sich im Großhandel für Gebäudetechnik sowie im Handel für Tiefbau und Industrietechnik betätigt und darüber hinaus im Fachhandel mit Regeltechnik, Kesselzubehör, Dachtechnik, Photovoltaik, Stromspeichern und Elektrobedarf aktiv ist. Der Konzern ist neben Deutschland in weiteren 14 europäischen Ländern tätig (Stand: 2021).

## Branchen und Märkte
Die Gruppe ist ein Großhändler für Gebäudetechnik sowie für den Bedarf im Tiefbau und in der Industrietechnik. Außerdem ist sie Fachhändler für Regeltechnik, Kesselzubehör (Heizkessel, Dampfkessel), Dach- und Fassadentechnik, Photovoltaik, Stromspeicher und Elektrobedarf. Neben Deutschland ist die Gruppe in den Märkten von Belgien, Bulgarien, Frankreich, Italien, Luxemburg, Niederlande, Norwegen, Österreich, Polen, Rumänien, Slowakei, Spanien, Tschechien und Ungarn mit Angeboten vertreten. Cordes & Graefe gilt als Marktführer im deutschen Großhandel der Sanitär-, Heizungs- und Klimatechnik-Branche. Für diesen Markt veranstaltet Cordes & Graefe in Deutschland an sechs Standorten regelmäßig Hausmessen, zum Teil mit mehr als 10.000 Besuchern.

## Organisation
Die Cordes & Graefe KG ist die Holding der Gesamtgruppe. Sie fasst die Ergebnisse von rund 300 Unternehmen des In- und Auslands in einem Konzernabschluss zusammen. Neben den Tochterunternehmen im Groß- und Fachhandel sind einige Tochtergesellschaften mit Holding- bzw. Dienstleistungsfunktionen für die Gruppe betraut.
Innerhalb der Gesamtgruppe verantworten spezifische Teilgruppen definierte Geschäftsfelder:
- Die EFG-Gruppe ist für den Elektrobereich zuständig.[1]
  - GC Großhandels Contor GmbH - Führungsgesellschaft diese Produktbereichs, Bremen
    - 18 Standorte + 5 Fachabteilungen bundesweit:
    - Bär & Ollenroth, Berlin
    - Collin, Duisburg
    - Cordes & Graefe Brand, Bielefeld
    - Cordes & Graefe Emden, Emden
    - Diener, Stade
    - Gienger Franken, Wendelstein
    - Gienger, Markt Schwaben
    - Gienger Südwest, Kornwestheim
    - Hanse, Barsbüttel
    - Hessen, Obertshausen
    - Holzhauer, Merzig
    - Maashofer, Grevenbroich
    - Niederrhein, Niederzier
    - Rheinland, Hennef
    - Sachsen, Chemnitz
    - Schwemann & Heuser, Langenhagen
    - Specht, Rastede
    - Westfalen, Bergkamen
- Die HTI & TFG-Gruppe deckt den Bereich des Tiefbaus und der Industrietechnik ab

- - 11 Standorte bundesweit und einen in Österreich
  - Bär & Ollenroth, Rangsdorf
  - Collin & Schulten, Duisburg
  - Collin, Hildesheim
  - Cordes & Graefe, Stuhr
  - Dinger & Hortmann, Klipphausen
  - Eisen-Rieg, Groß-Zimmern
  - Feldtmann, Hamburg
  - Gienger, Markt Schwaben
  - Hortmann, Wilnsdorf
  - HTI Österreich, St. Florian am Inn
  - HTI Thüringen, Erfurt
  - Zehnter, Herrenberg
- Die DTG-Gruppe ist in der Gesamtgruppe und am Markt für die Dachtechnik zuständig.
- Die ITG-Gruppe ist Spezialist für industrielle Rohrleitungssysteme.
- Die G.U.T.-Gruppe ist ein Anbieter für Gebäude-, Haus- und Umwelttechnik.
- Die FKR-Gruppe ist ein Anbieter für MSR(Messen-Steuern-Regeln)-HLK(Heizung-Lüftung-Klima)-Produkte[1].
  - FKR Regeltechnik KG - Führungsgesellschaft dieses Produktbereichs, Krefeld
  - GFE GmbH - Zentraler EDV-Dienstleister für diese Produktgruppe, Düsseldorf
  - GC24-Express KG - Zentrallager für Artikel bis Kartongröße, Selm
    - Standorte (Auswahl) - insgesamt ca. 60 bundesweit:
    - Friedrich Wüst, Stuttgart
    - Hassmann, Hof
    - Herbert Heldt, Bergkamen
    - Karl Brand, Gütersloh
    - Bär & Ollenroth-Gruppe, diverse
    - Bucher-Gruppe, diverse
    - Collin-Gruppe, diverse
    - Cordes & Gaefe-Gruppe, diverse
    - Gienger-Gruppe, diverse
    - Hempelmann-Gruppe, diverse
    - SHT-Gruppe, diverse

Die in der Gesamtgruppe zusammengeschlossenen Unternehmen agieren vor Ort eigenständig, tauschen sich aber aus und nutzen den gemeinsamen Marktauftritt. Der fünfköpfige Beirat unter dem Vorsitz von Bernhard Haider, ehemaliger persönlich haftender Gesellschafter der BÄR & OLLENROTH KG, wirkt als strategische Instanz, setzt Impulse für unternehmerische Weiterentwicklung und unterstützt die zukunftsorientierte Ausrichtung der Unternehmensgruppe.

## Geschichte

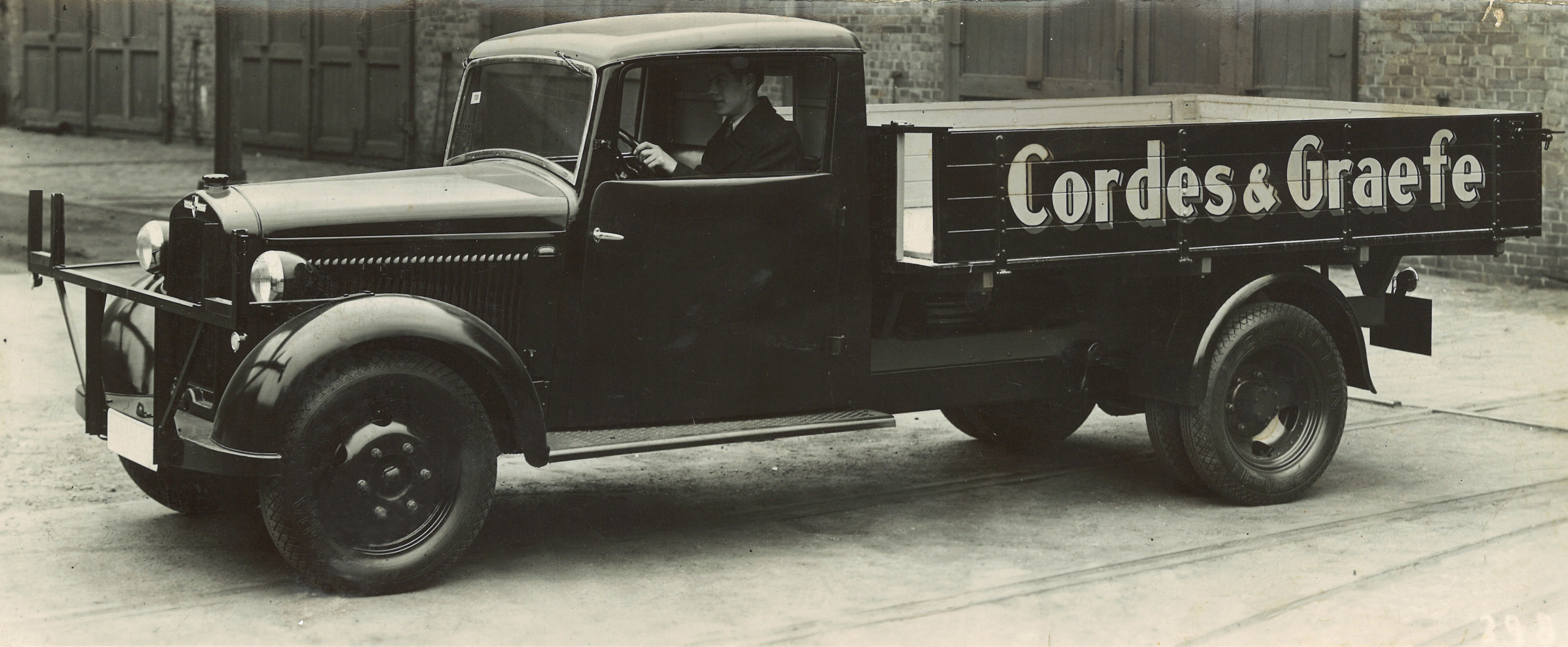
Früherer LKW von Cordes & Graefe

Am 1. November 1921 gründeten August Cordes und Alfred Graefe in Bremen den Röhrengroßhandel Cordes & Graefe. Diese Keimzelle der heutigen GC-Gruppe verkaufte zunächst nur Röhren. 1933 übernahm Friedrich Carl Hollweg einen Anteil. August Cordes vermachte seinem Sohn Hans Cordes kurz darauf Anteile des Unternehmens. Hollweg und Cordes bauten den Röhrenhandel zum Großhandel für Haustechnik aus.
In den 1950er/1960er Jahren folgte ein Generationenwechsel bei Cordes & Graefe. Uwe Hollweg (1937–2024) trat 1956 in das Unternehmen ein. Gemeinsam mit seinem Bruder  Klaus Hollweg (1942–2023) leitete er das Unternehmen ab den 1960er Jahren. Unter ihrer Regie fiel 1966 mit der Vertriebsweg-Erklärung die wichtigste geschäftspolitische Entscheidung. Cordes & Graefe legte damit den dreistufigen Vertriebsweg fest; das Unternehmen konzentrierte sich ausschließlich auf den Verkauf an Fachhandwerker.
Das Großhandels-Contor wurde 1975 in Bremen durch die Unternehmen Cordes & Graefe, Wilhelm Gienger KG (München), Wilhelm Gienger GmbH (Kornwestheim), Pfeiffer & May AG (Karlsruhe) und Gottschall & Sohn (Düsseldorf) als Kooperationsgesellschaft gegründet. Stärkster Partner dieser Kooperation, GC-Gruppe genannt, war – seit 1987 unter Einschluss der Wilhelm Gienger KG – Cordes & Graefe.
Ende der 1980er Jahre übernahm die GC-Gruppe den Haustechnik-Handelsbereich von Krupp. Anfang 1993 folgte die Übernahme der ostdeutschen Maschinenbau- und Technikhandel Gesellschaften (MBH) mit Zustimmung der Treuhandanstalt. 1998 folgte der Kauf der Haustechnik der Mannesmann AG. Ein Jahr später übernahm die Gruppe die Großhandelssparte von Brötje.
Die Gruppe machte 1994 den Bereich Tiefbau und Industrietechnik zur HTI-Gruppe (Handel für Tiefbau und Industrietechnik). Seit 2002 wurden auch die Elektro-Aktivitäten in einer Gruppe, der EFG-Gruppe, zusammengefasst; 2013 folgte der Spezialbereich Dachtechnik als DTG-Gruppe, 2020 schließlich die ITG-Gruppe für den Industrietechnik-Großhandel.